# Billboard Hot 100
Billboard Hot 100 er en hitliste, der løbende præsenterer de 100 mest populære singler i USA. Listen er baseret på afspilninger på radiostationer og salg (streaming, downloads og pladesalg). Målperioden for radioafspilninger er fra onsdag til tirsdag og for salg mandag til søndag. Listen udarbejdes af magasinet Billboard og offentliggøres om tirsdagen.
Den første single på Billboard Hot 100, der blev nr. 1, var "Poor Little Fool" med Ricky Nelson den 4. august 1958.

## Danske artister på Hot 100
Følgende danske kunstnere har ligget på Billboard Hot 100: Listen inkluderer ikke sangskrivere og/eller producere, eller andet teknisk personale.
| År   | Artist                                | Sang                                                   | Højeste position | Certificering |
| ---- | ------------------------------------- | ------------------------------------------------------ | ---------------- | ------------- |
| 1955 | Don Charles presents The Singing Dogs | "Oh! Susanna"                                          | 22               |               |
| 1961 | Jørgen Ingmann                        | "Apache"                                               | 2                |               |
| 1961 | Jørgen Ingmann                        | "Anna"                                                 | 54               |               |
| 1963 | Bent Fabricius-Bjerre                 | "Alley Cat"                                            | 7                |               |
| 1984 | Laid Back                             | "White Horse"                                          | 26               |               |
| 1986 | Laban                                 | "Love in Siberia"                                      | 88               |               |
| 1991 | Cut'N'Move                            | "Get Serious"                                          | 76               |               |
| 1994 | Lucas                                 | "Lucas with the Lid Off"                               | 29               |               |
| 1997 | Aqua                                  | "Barbie Girl"                                          | 7                |               |
| 1997 | Los Umbrellos                         | "No Tengo Dinero"                                      | 42               |               |
| 1998 | Aqua                                  | "Lollipop (Candyman)"                                  | 23               |               |
| 1998 | Aqua                                  | "Turn Back Time"                                       | 49               |               |
| 1998 | Daze                                  | "Superhero"                                            | 88               |               |
| 1998 | S.O.A.P.                              | "This Is How We Party"                                 | 51               |               |
| 2007 | ENUR featuring Natasja                | "Calabria 2007"                                        | 46               | - Guld        |
| 2015 | MØ                                    | "Beg for It" (med Iggy Azalea)                         | 27               |               |
| 2015 | MØ                                    | "Lean On" (med Major Lazer og DJ Snake)                | 4                | - 4× Platin   |
| 2016 | Lukas Graham                          | "7 Years"                                              | 2                | - 5× Platin   |
| 2016 | Lukas Graham                          | "Mama Said"                                            | 81               | - Platin      |
| 2016 | MØ                                    | "Cold Water" (med Major Lazer featuring Justin Bieber) | 2                | - 3× Platin   |

Noter
- Mike Tramp, har som forsanger og komponist i det dansk-amerikanske rockband White Lion, haft fem singler på hitlisten, heriblandt "Wait" (#8 i 1987) og "When the Children Cry" (#3 i 1988).
- Lars Ulrich, har som trommeslager og komponist i det amerikanske heavy metal-band Metallica, haft 35 singler på hitlisten, heriblandt "Enter Sandman" (#16 i 1991) og "Until It Sleeps" (#10 i 1996).
- Galimatias opnåede guld-certificering for 2014-singlen "Fantasy" (med Alina Baraz), den 28. juli 2017.[1]
- Faustix opnåede guld-certificering for 2013-singlen "Revolution" (med Diplo, Imanos og Kai), den 7. december 2018.[1]

## Eksterne links
- Billboards hjemmeside
- Nuværende mest populære singler

| Musik | Spire Denne musikartikel er en spire som bør udbygges. Du er velkommen til at hjælpe Wikipedia ved at udvide den. |